# Adònies
|  | No s'ha de confondre amb Adonies, personatge bíblic. |

Les Adònies (grec antic: Ἀδώνια, llatí: Adonia) eren unes festes a l'antiga Grècia que es celebraven en honor d'Adonis, l'estimat d'Afrodita.
El festival s'havia introduït a Grècia des d'Orient, probablement en temps de les guerres mèdiques, i com molts altres ritus orientals se celebrava a moltes ciutats gregues, segons diu Aristòfanes. La celebració durava dos dies a Atenes, encara que en altres llocs podia durar-ne més. Eren les dones les que la celebraven, i al primer dia recordaven quan Adonis va desaparèixer (ἀφανισμός, 'destrucció', 'extermini'), lamentant el fet i plorant, i el segon sortien a buscar el seu cos (ζήτησις, 'cercar de descobrir'). El primer d'aquests dies era un dia de dol, i el segon d'alegria i diversió amb jocs i endevinalles que es feien pel carrer, perquè aquell dia Adonis va poder tornar a la vida per viure amb Afrodita durant sis mesos.
Les dones, durant les Adònies, plantaven el que en deien «Jardins d'Adonis», petits recipients plans amb poca terra on hi sembraven plantes de creixement ràpid com a símbol de la breu durada de la vida humana. D'aquesta festivitat en parlen Plutarc, Ateneu de Nàucratis i l'enciclopèdia Suides.